# Colombé-la-Fosse
Colombé-la-Fosse é uma comuna francesa na região administrativa de Grande Leste, no departamento de Aube. Estende-se por uma área de 9,31 km². Em 2010 a comuna tinha 195 habitantes (densidade: 20,9 hab./km²).